# Bocquencé
Bocquencé település Franciaországban, Orne megyében. Lakosainak száma 150 fő (2018. január 1.). Bocquencé Villers-en-Ouche, Anceins, La Gonfrière, Saint-Evroult-Notre-Dame-du-Bois, Saint-Nicolas-des-Laitiers és Touquettes községekkel határos.

## Népesség
A település népességének változása:
| Lakosok száma | 184  | 163  | 149  | 121  | 150  | 159  | 146  | 144  | 140  | 150  |
|               | 1962 | 1968 | 1975 | 1982 | 1990 | 2008 | 2013 | 2015 | 2017 | 2018 |